# Bardellone dei Bonacolsi
Bardellone dei Bonacolsi (XIII secolo – Ferrara, 1300) è stato un politico italiano, della fazione ghibellina mantovana.

## Biografia
Figlio terzogenito di Pinamonte, fu il secondo membro della famiglia a governare Mantova tra il 1291 e il 1299.
Lasciata la fazione dei ghibellini a favore di quella dei guelfi, sequestrò il palazzo di famiglia, imprigionò il padre Pinamonte e costrinse all'esilio il fratello Tagino, che il padre aveva designato come successore. Nel gennaio 1291 si proclamò Capitano generale del popolo.
Il 2 luglio 1299 fu rovesciato dal nipote Guido (detto Botticella), coll'ausilio di Bartolomeo I della Scala signore di Verona,  e fu costretto a riparare a Ferrara dove morì nel 1300.

## Discendenza
Sposò Anastasia, figlia di Corsagnone da Riva, dalla quale ebbe tre figli:
- Giovanni (? - 1288)
- Cecilia, monaca
- Delia, monaca.

## Ascendenza
|                          |                       |                     | Genitori            |  |  | Nonni                 |  |  | Bisnonni               |  |
|                          |                       |                     |                     |  |  | Martino dei Bonacolsi |  |  | Gandolfo dei Bonacolsi |  |
|                          |                       |                     |                     |  |  | Martino dei Bonacolsi |  |  | Gandolfo dei Bonacolsi |  |
|                          |                       | Martasia Mozzi      |                     |  |  | Martino dei Bonacolsi |  |  |                        |  |
| Pinamonte dei Bonacolsi  |                       |                     |                     |  |  | Martino dei Bonacolsi |  |  |                        |  |
|                          |                       | ...                 | ...                 |  |  |                       |  |  |                        |  |
|                          |                       | ...                 | ...                 |  |  |                       |  |  |                        |  |
|                          |                       | ...                 | ...                 |  |  |                       |  |  |                        |  |
| Bardellone dei Bonacolsi |                       | ...                 |                     |  |  |                       |  |  |                        |  |
|                          | Guido II da Correggio | ...                 |                     |  |  |                       |  |  |                        |  |
|                          | Guido II da Correggio | ...                 |                     |  |  |                       |  |  |                        |  |
|                          | Guido II da Correggio | ...                 |                     |  |  |                       |  |  |                        |  |
| ? Da Correggio           | Guido II da Correggio |                     |                     |  |  |                       |  |  |                        |  |
|                          |                       | Mabilia della Gente | Giberto della Gente |  |  |                       |  |  |                        |  |
|                          |                       | Mabilia della Gente | Giberto della Gente |  |  |                       |  |  |                        |  |
|                          |                       | Mabilia della Gente | ...                 |  |  |                       |  |  |                        |  |
|                          |                       | Mabilia della Gente |                     |  |  |                       |  |  |                        |  |